# 八大龍王神八江聖団
八大龍王神八江聖団（はちだいりゅうおうじんはっこうせいだん）は、日本の宗教法人の名前であり、新宗教に属し、修験道や神道などの要素も含有している。

## 概要
教団創設者である出村龍聖は、軍人として海兵団に入団。終戦で江差に帰郷。幼少より信心深い出村龍聖は、当時混沌とした世相に直面して、宗教心を以てこの社会を乗り切ろうと日々の生活の精神的基盤に1947年より滝修行・断食など荒修行を励行するうち八大龍王神に憑依される。1949年江差に於いて八江会を設立。国内外の情勢や個人の未来などを神示によって予言したり、除霊や病気治癒に勤しむ内、教勢は北海道全土に広まった。1957年八大龍王神八江聖団と改称。やがて出村龍聖と共に修行する者の現れ、信者の中には霊視体験をする者がでた。また、木製の神札に出村龍聖が入念して祓えば金粉・金箔などが湧き出したといわれ、吉凶の前には木製の神札が神前から数メートルを飛翔し神より啓示されたとも伝える。1980年に出村龍聖は失明してしまうも、心眼にて御神体の心眼一事龍、肌守り等を書き記し、本宮と札幌分宮を担当した。この頃には、子息の出村龍日がその他の分宮・支部を布教指導する様になっている。1989年出村龍聖逝去後は、出村龍日が後を継いだ。1992年に現在地に本部を遷し、現在に至る。

## 人物

### 出村龍聖
教団創始者にして教祖。

### 出村龍日
出村龍聖の後継者にして、息子であり、現総裁。

## 法人・組織

### 教祖・総裁職
教祖は出村龍聖。現総裁は龍聖の子である出村龍日。

### 役職
役職には、総裁、副総裁、本部司教、司教などある。

### 信者
信者数は約5000人である。

### 参拝所
参拝所は、本部を本宮とし、以下、その規模により分宮、支部、布教所と分類される。参拝所は道央道南中心で札幌、函館、小樽、室蘭、苫小牧、上ノ国町、厚真町、豊浜町であり、各分宮、支部、布教所を中心に多くの参拝者が参集し救済されている。

### 所在地
本宮：〒043-0061 北海道檜山郡江差町南が丘7-164
札幌分宮：〒064-0820 北海道札幌市中央区大通西27丁目2-8
函館分宮：〒040-0011 北海道函館市本町36-26
小樽分宮：〒047-0024 北海道小樽市花園2丁目7-8
室蘭分宮：〒051-0011 北海道室蘭市母恋北町2丁目1-6
苫小牧分宮：〒053-0016 北海道苫小牧市寿町2丁目4-17

## 御教え
代表する御教えとして、教祖の出村龍聖は『人生は祭なり、生活は祝なり』と説く。